# 학교 급식

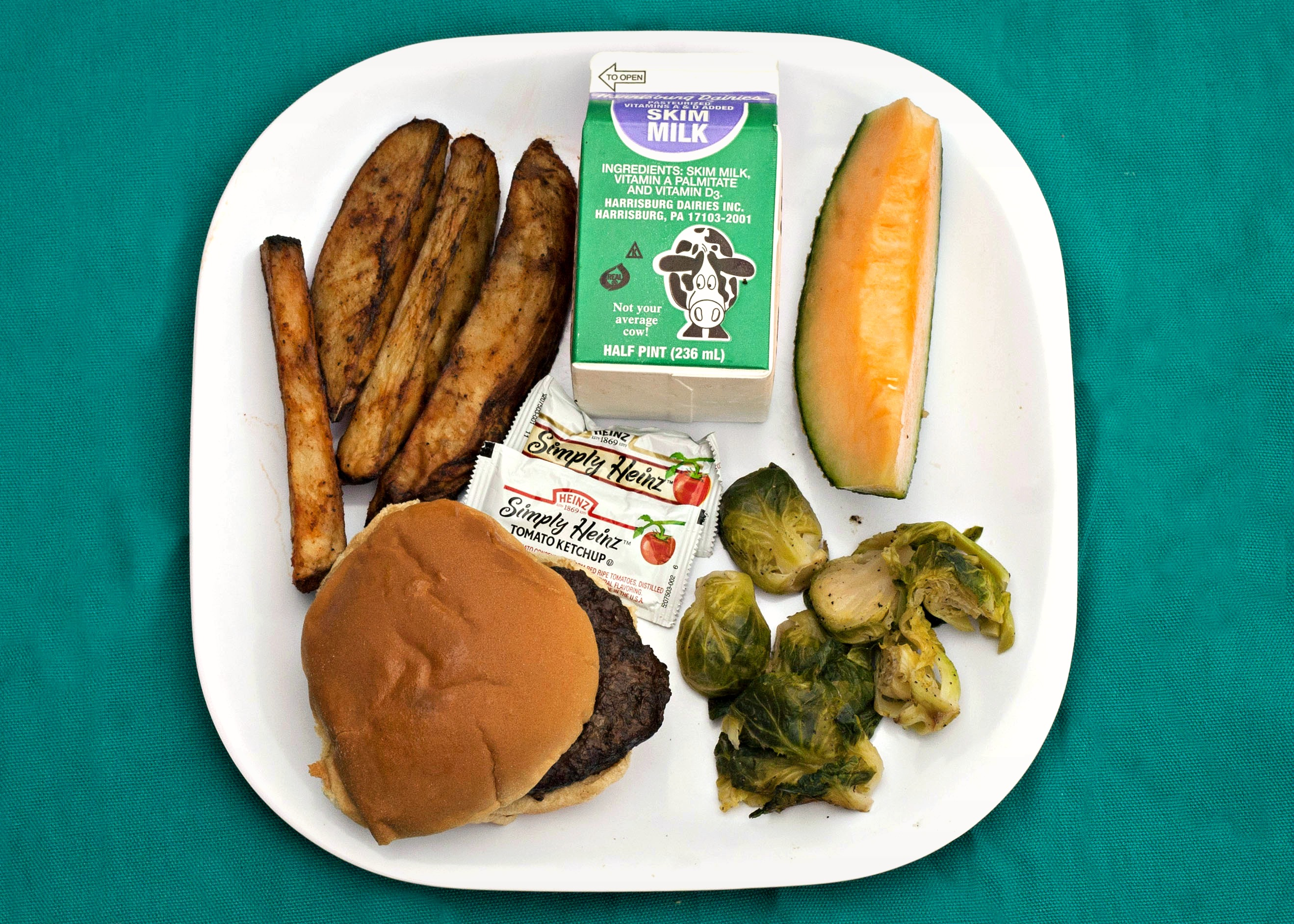
워싱턴 D.C.의 학교 급식에는 (왼쪽 위부터 차례대로) 감자튀김, 우유, 칸탈루프, 햄버거, 구운 브뤼셀 콩나물이 포함되어 있다.

학교 급식은 일반적으로 학교 수업의 중간이나 시작에 학생과 때로는 교사에게 제공되는 식사이다. 세계 각국에서는 다양한 종류의 학교 급식 프로그램을 제공하고 있으며, 이는 전체적으로 세계 최대의 사회 안전망에 속한다. 전 세계적으로 약 3억 8천만 명의 학교 어린이들이 각자의 학교에서 식사(또는 간식 또는 집에 가져가는 배급)를 받고 있다. 학교 급식 보장 범위는 국가마다 다르며, 2020년 현재 전 세계적으로 총 보장 비율은 27%(특히 초등학생의 경우 40%)로 추산된다.
학교 급식의 목적과 혜택은 다양하다. 개발도상국에서 학교 급식은 위기 상황에서 식량 안전 보장을 제공하고 아이들이 건강하고 생산적인 성인으로 성장할 수 있도록 도와 빈곤과 기아의 악순환을 끊는 데 도움이 된다. 다양한 음식을 제공하거나 강화 식품을 포함시켜 미량 영양소 결핍을 해결할 수 있다. 이는 또한 아이들을 학교에 보내고 계속 교육을 받을 수 있도록 장려하는 역할을 하며 특히 여학생들의 학교 교육에 대한 장벽을 낮추는 데 활용될 수 있다. 저소득층이나 취약계층 아동을 대상으로 한 학교 급식은 사회 안전망 역할을 한다. 특히 선진국에서는 학교급식이 건강한 식습관을 장려하도록 구성되어 있다. 학교 급식 프로그램은 국내 또는 지역 농업 부문을 지원하는 것을 목표로 할 수도 있다.

## 같이 보기
- 영양 (물질)
- 소아 비만
- 복지